# فینال‌های ان‌بی‌ای ۱۹۶۹
سری فینال‌های قهرمانی جهان ان‌بی‌ای ۱۹۶۹ مسابقات قهرمانی اتحادیهٔ ملی بسکتبال در فصل ۶۹–۱۹۶۸ می‌باشد که بین دو تیم بوستون سلتیکس از شرق و لس آنجلس لیکرز از غرب به انجام رسید. لیکرز به دلیل حضور سه ستاره قدرتمند، الگین بیلور، ویلت چمبرلین و جری وست مورد توجه بسیاری قرار داشت. علاوه بر این، بوستون یک تیم مسن محسوب می‌شد؛ آن‌ها بازی‌های حذفی را به عنوان تیم چهارم در بخش شرق انجام دادند و قهرمانی آخر بوستون سلتیکس – آخرین قهرمانی از سلسله قهرمانی‌های بیل راسل، یکی از بزرگترین اتفاقات غیرمنتظره در تاریخ ان‌بی‌ای به حساب می‌آید.
این سری همچنین از این نظر قابل توجه است که وست، با میانگین نزدیک به ۳۸ امتیاز در هر بازی، علی‌رغم حضورش در تیم بازنده، جایزهٔ با ارزش‌ترین بازیکن بازی‌های فینال را به دست آورد. این نخستین سالی بود که جایزهٔ ام‌وی‌پی در فینال‌ها اهدا می‌شد و این تنها باری در تاریخ فینال‌های اتحادیهٔ ملی بسکتبال است که بازیکنی از تیم بازنده صاحب عنوان باارزش‌ترین بازیکن سری فینال می‌شود. همچنین نخستین بار در تاریخ فینال‌های NBA بود که تیم مهمان برندهٔ بازی ۷ شد.

## خلاصه سری
| بازی   | تاریخ    | تیم میزبان     | نتیجه   | تیم مهمان      |
| ------ | -------- | -------------- | ------- | -------------- |
| بازی ۱ | ۲۳ آوریل | لس آنجلس لیکرز | ۱۲۰–۱۱۸ | بوستون سلتیکس  |
| بازی ۲ | ۲۵ آوریل | لس آنجلس لیکرز | ۱۱۸–۱۱۲ | بوستون سلتیکس  |
| بازی ۳ | ۲۷ آوریل | بوستون سلتیکس  | ۱۱۱–۱۰۵ | لس آنجلس لیکرز |
| بازی ۴ | ۲۹ آوریل | بوستون سلتیکس  | ۸۹–۸۸   | لس آنجلس لیکرز |
| بازی ۵ | ۱ مه     | لس آنجلس لیکرز | ۱۱۷–۱۰۴ | بوستون سلتیکس  |
| بازی ۶ | ۳ مه     | بوستون سلتیکس  | ۹۹–۹۰   | لس آنجلس لیکرز |
| بازی ۷ | ۵ مه     | لس آنجلس لیکرز | ۱۰۶–۱۰۸ | بوستون سلتیکس  |

سلتیکس برندهٔ سری ۴–۳
|                | بازی ۱ | بازی ۲ | بازی ۳ | بازی ۴ | بازی ۵ | بازی ۶ | بازی ۷ | امتیاز نهایی |
| بوستون سلتیکس  | ۱۱۸    | ۱۱۲    | ۱۱۱    | ۸۹     | ۱۰۴    | ۹۹     | ۱۰۸    | ۴            |
| لس آنجلس لیکرز | ۱۲۰    | ۱۱۸    | ۱۰۵    | ۸۸     | ۱۱۷    | ۹۰     | ۱۰۶    | ۳            |

امتیاز رنگی، امتیاز تیم میزبان و امتیاز برجسته، امتیاز تیم برنده است.

### بازی ۱
| ۲۳ |

| Rapport |

| بوستون سلتیکس ۱۱۸, لس آنجلس لیکرز ۱۲۰          |  |                    |
| امتیاز بر پایه وقت: ۳۲-۳۳, ۲۶-۲۳, ۲۶–۲۶, ۳۴-۳۸ |  |                    |
| امتیاز: جان هاولیچک ۳۷                         |  | امتیاز: جری وست ۵۳ |
| لس آنجلس پیشتاز سری ۱ بر ۰                     |  |                    |

### بازی ۲
| ۲۵ |

| Rapport |

| بوستون سلتیکس ۱۱۲, لس آنجلس لیکرز ۱۱۸          |  |                    |
| امتیاز بر پایه وقت: ۲۵-۲۴, ۳۰-۲۹, ۳۰-۳۵, ۲۷-۳۰ |  |                    |
| امتیاز: جان هاولیچک ۴۳                         |  | امتیاز: جری وست ۴۱ |
| لس آنجلس پیشتاز سری ۲ بر ۰                     |  |                    |

### بازی ۳
| ۲۷ |

| Rapport |

| لس آنجلس لیکرز ۱۰۵, بوستون سلتیکس ۱۱۱          |  |                        |
| امتیاز بر پایه وقت: ۱۶-۲۵, ۲۴-۳۲, ۳۸-۲۱, ۲۷-۳۳ |  |                        |
| امتیاز: جری وست ۲۴                             |  | امتیاز: جان هاولیچک ۳۴ |
| لس آنجلس پیشتاز سری ۲ بر ۱                     |  |                        |

### بازی ۴
| ۲۹ |

| Rapport |

| لس آنجلس لیکرز ۸۸, بوستون سلتیکس ۸۹            |  |                        |
| امتیاز بر پایه وقت: ۱۵-۱۶, ۲۶-۳۳, ۲۹-۱۸, ۱۸-۲۲ |  |                        |
| امتیاز: جری وست ۴۰                             |  | امتیاز: جان هاولیچک ۲۱ |
| سری برابر ۲ بر ۲                               |  |                        |

### بازی ۵
| ۱ |

| Rapport |

| بوستون سلتیکس' ۱۰۴, لس آنجلس لیکرز ۱۱۷         |  |                    |
| امتیاز بر پایه وقت: ۲۴-۲۳, ۲۱-۲۶, ۲۴-۳۰, ۳۵-۳۸ |  |                    |
| امتیاز: Sam Jones ۲۵                           |  | امتیاز: جری وست ۳۹ |
| لس آنجلس پیشتاز سری ۳ بر ۲                     |  |                    |

### بازی ۶
| ۳ |

| Rapport |

| لس آنجلس لیکرز ۹۰, بوستون سلتیکس ۹۹            |  |                      |
| امتیاز بر پایه وقت: ۲۲-۳۲, ۱۷-۲۳, ۲۶-۲۷, ۲۵-۱۷ |  |                      |
| امتیاز: جری وست، الگین بیلور ۲۶                |  | امتیاز: دان نلسون ۲۵ |
| سری برابر ۳ بر ۳                               |  |                      |

### بازی ۷
| ۵ |

| Rapport |

| بوستون سلتیکس ۱۰۸, لس آنجلس لیکرز ۱۰۶          |  |                        |
| امتیاز بر پایه وقت: ۲۸-۲۵, ۳۱–۳۱, ۳۲-۲۰, ۱۷-۳۰ |  |                        |
| امتیاز: جان هاولیچک ۲۶                         |  | امتیاز: الگین بیلور ۴۲ |
| بوستون برندهٔ سری ۴ بر ۳ و قهرمان ان‌بی‌ای ۱۹۶۹   |  |                        |